# Dactyloctenium giganteum
Dactyloctenium giganteum är en gräsart som beskrevs av B.S.Fisher och Herold Georg Wilhelm Johannes Schweickerdt. Dactyloctenium giganteum ingår i släktet knapphirser, och familjen gräs. Inga underarter finns listade i Catalogue of Life.